# ラッセルインベストメント
ワシントン州シアトル に本社を置くアメリカの投資会社。
従業員数は約1,350人（2019年末）。運用資産は約3,000億ドル（2019年9月時点）。世界第3位のアウトソースドCIO（OCIO）プロバイダーとしてランクされている。 さらに、同社は32カ国で2.6兆ドルの運用資産を有し、ラッセル・インベストメントは世界第4位のアドバイザーとなっている。同社は、 投資アウトソーシング 部門を有し、投資 およびリタイアメントポートフォリオ 、顧客を支援している。
大部分は シアトル に拠点を置き、その他は ロンドン 、 ニューヨーク 、 シドニー 、 東京トロント などの都市にオフィスを構えている。

## 歴史・沿革
1936年にフランク・ラッセル（Frank Russell）によって設立。設立時は、株式仲買人 およびコンサルタント としてスタート。その後、創業者の孫であるジョージ・ラッセルが、J.C.ペニーを獲得した際に会社を拡大し、Russell 2000 Indexも創設、年金コンサルタントのビジネスを開拓した。
| 就任期間        | 氏名                                                      | 備考                                                       |
| --------------- | --------------------------------------------------------- | ---------------------------------------------------------- |
| 1936年 – 1958年 | フランク・ラッセル（Frank Russell）                       | 創業者。タコマで証券仲介業を開始。                         |
| 1958年 – 2002年 | ジョージ・F・ラッセル・ジュニア（George F. Russell, Jr.） | 創業者の孫。年金コンサルティング事業を拡大。               |
| 2003年 – 2008年 | クレイグ・ユーレンド（Craig Ueland）                      | COOから昇格。2008年に退任。                                |
| 2008年 – 2009年 | ジョン・シュリフスキー（John Schlifske）                  | ノースウェスタン・ミューチュアルのEVP。暫定CEOとして就任。 |
| 2009年 – 2011年 | アンドリュー・S・ドーマン（Andrew S. Doman）              | 元マッキンゼー出身。CEOとして組織改革を推進。              |
| 2011年 – 2017年 | レン・ブレナン（Len Brennan）                             | 前任者の後任として就任。                                   |
| 2017年 – 2022年 | ミシェル・セイツ（Michelle Seitz）                        | 初の女性CEO。2022年に退任。                                |
| 2023年 – 現在   | ザック・ブッフワルド（Zach Buchwald）                     | 元ブラックロック幹部。2023年5月に就任。                    |

## LSEGによる買収
2014年、 ロンドン証券取引所グループ (LSEG) が27億ドルで、Frank Russell Companyを買収。LSEGは、 ラッセル・インデックス 、ラッセル・インベストメンツを他のグループ会社から切り離し、ラッセル・インデックスをFTSERussell ブランドとして展開。ラッセル・インベストメンツは独立運用会社となる。

## 日本事業の関係者
- 櫻田 毅
- 喜多幸之助 - 地方公務員共済組合連合会の資金運用委員